# Théâtre du Coffy
Théâtre du Coffy var en teater i Bryssel under sjuttonhundratalet. Den räknades som stadens andra scen efter Monnaie och som dennas rival, och hade en framträdande plats i stadens kulturhistoria.
Théâtre du Coffy grundades år 1695 i en då nybyggd teaterbyggnad: det hade då hållits teaterföreställningar i den byggnad som låg på samma plats redan från 1677, och man såg en anledning att bygga om den till en riktig teaterbyggnad. Teatern beskrivs som mycket enkel i sin inredning. Det var en lokal där kringresande teatersällskap, lindansare, cirkussällskap och liknande underhållning förekom. Den tycks ha fungerat under hela 1700-talet. År 1758 noteras att det hölls föreställningar på den flamländska eller holländska språket i lokalen, något som då ännu inte hade förekommit på Monnaie. 